# Ortovero
Ortovero är en ort och kommun i provinsen Savona i regionen Ligurien i Italien. Kommunen hade 1 589 invånare (2018).